# Nazionale maschile di calcio dell'Ecuador
La nazionale di calcio dell'Ecuador (in spagnolo Selección de fútbol de Ecuador) è la rappresentativa nazionale di calcio dell'omonimo paese sudamericano ed è posta sotto l'egida della Federación Ecuatoriana de Fútbol.
L'Ecuador si è qualificato a quattro edizioni del campionato del mondo (2002, 2006, 2014, 2022) , raggiungendo gli ottavi di finale nel 2006. Insieme al Venezuela, la Tri è una delle due nazionali sudamericane che non hanno vinto la Coppa America. Nel torneo continentale ha ottenuto due quarti posti, nel 1959 e nel 1993, in due delle tre edizioni giocate in patria.
Il miglior posizionamento dell'Ecuador nel ranking FIFA, istituito nell'agosto 1993, è il 13º posto, raggiunto nel 2012 e nel novembre 2015, mentre il peggior posizionamento è il 71º posto occupato nel novembre 2017; occupa il 30º posto della graduatoria.

## Storia

### Esordi (1930-1960)
La federcalcio ecuadoriana fu fondata il 30 maggio 1925 e si affiliò alla FIFA nel 1926 e alla CONMEBOL nel 1927. Nel 1930 la selezione ecuadoriana fu invitata a partecipare alla prima edizione della Coppa del mondo, ma rinunciò per motivi economici. L'8 ottobre 1938, in occasione dell'incontro inaugurale dei Giochi bolivariani di Bogotà, in Colombia, l'Ecuador disputò la sua prima partita ufficiale, contro la Bolivia (1-1). Nel 1939 l'Ecuador partecipò per la prima volta al Campeonato Sudamericano de Football, torneo antesignano della Coppa America, organizzato quell'anno a Lima. Guidata dall'allenatore-giocatore Ramón Unamuno, la compagine ecuadoriana perse tutti i quattro incontri disputati. Alcívar e Arenas segnano un gol ciascuno.
Nel 1945, alla quarta partecipazione al Campeonato Sudamericano de Football, l'Ecuador mise fine alla serie di sconfitte consecutive subite dall'esordio nella competizione: l'11 febbraio 1945 pareggiò per 0-0 contro la Bolivia a Santiago del Cile, ma poi terminò all'ultimo posto il proprio girone, dopo aver perso tutti gli altri incontri. Aguayo fu autore di quattro gol per i suoi. Il 30 novembre 1947 l'Ecuador disputò per la prima volta una partita in casa: quell'anno, infatti, fu l'Ecuador ad organizzare il Campeonato Sudamericano. Nonostante il sostegno dello stadio George Capwell di Guayaquil, l'Ecuador non riuscì, tuttavia, a vincere alcuna partita. La prima vittoria dell'Ecuador in gare ufficiali data infatti solo due anni dopo, contro la Colombia (4-1) a Rio de Janeiro, ma rimase un caso isolato, dal momento che nei successivi dieci anni, vale a dire per tre edizioni di Campeonato Sudamericano, l'Ecuador non conobbe successi.
Nel Campeonato Sudamericano 1959, disputato in casa, l'Ecuador si piazzò quarto, stabilendo il proprio miglior piazzamento nella competizione. Nel torneo la squadra ottenne una vittoria nell'ultimo match contro il Paraguay (3-0), due sconfitte contro Uruguay (0-4) e Brasile (1-3) e un pareggio per 1-1 contro l'Argentina.

### Primi passi sulla scena internazionale (1960-1970)
Nel 1960, sotto la guida del commissario tecnico uruguaiano Juan López Fontana, l'Ecuador prese parte per la prima volta alle eliminatorie della Coppa del mondo, in vista di Cile 1962. Opposta all'Argentina in una doppia sfida di andata e ritorno, la Tri subì due sonore sconfitte (3-6 a Guayaquil e 0-5 alla Bombonera di Buenos Aires) e fu eliminata. Non disputò più alcun match sino al 1963, quando si recò in Bolivia per partecipare al Campeonato Sudamericano. Dopo aver pareggiato per 4-4 contro i padroni di casa boliviani (poi vincitori del torneo), l'Ecuador ottiene una sola vittoria (4-3 contro la Colombia nel suo ultimo match, due altri pareggi e tre sconfitte, classificandosi penultimo. I gol fatti sono 14, quelli subiti 18. L'ecuadoriano Carlos Alberto Raffo è il capocannoniere della manifestazione con 6 gol.
Nelle qualificazioni al Mondiale di Inghilterra 1966 l'Ecuador ottenne buoni risultati, ma non riuscì a centrare l'obiettivo. Nel girone con Cile e Colombia chiuse a 5 punti, a pari merito con il Cile, con cui dovette dunque disputare uno spareggio, che a Lima si concluse con la vittoria per 2-1 del Cile. Quell'organico poteva fare affidamento su Washington Muñoz, Alberto Spencer, Carlos Alberto Raffo, Enrique Raymondi e Jorge Bolaños.
Nel 1967 la sconfitta nel turno preliminare contro il Paraguay privò gli ecuadoriani allenati da Muñoz della partecipazione al Campeonato Sudamericano.
Nel 1969, nelle qualificazioni al campionato del mondo 1970, l'Ecuador terminò ultimo nel proprio girone, dietro Uruguay e Cile, senza riuscire a vincere alcun incontro. Il 24 maggio 1970 esordì all'Estadio Olímpico Atahualpa di Quito affrontando l'Inghilterra campione del mondo in carica davanti a 22.250 spettatori. Gli ecuadoriani, al debutto contro una nazionale non sudamericana, furono sconfitti per 2-0.

### Anni 1970
Nel luglio 1972 affrontò Portogallo, Cile, Irlanda e Iran nel girone B della Coppa d'Indipendenza Brasiliana, raccogliendo un pari (1-1 contro gli iraniani) e tre sconfitte. La nazionale, allenata da Roberto Resquín, disputò poi una serie di amichevoli (tra cui una contro la Germania Est e una contro i futuri campioni della CONCACAF di Haiti) prima dell'esordio nelle eliminatorie del campionato del mondo 1974. Inserita nel gruppo 1 di qualificazione al Mondiale insieme a Uruguay e Colombia, l'Ecuador mancò ancora una volta la qualificazione, chiudendo il girone senza vincere una partita.
Il 22 giugno 1975, per l'esordio dell'uruguaiano Roque Máspoli come CT, l'Ecuador ottenne la più larga vittoria della propria storia travolgendo per 6-0 in amichevole il Perù a Quito. Nella Coppa America 1975 l'Ecuador tornò a disputare il torneo, che proprio da quell'edizione cessò di chiamarsi Campeonato Sudamericano, dopo otto anni. Anche in questo caso il cammino nel torneo fu deludente: l'Ecuador non vinse neanche una partita e fu sopravanzato da Colombia e Paraguay. Due anni dopo, nelle qualificazioni per il campionato del mondo di Argentina 1978, terminò, per la terza volta consecutiva, il girone di qualificazione all'ultimo posto e senza vittorie, dietro Perù e Cile.
Nella Coppa America 1979 la compagine ecuadoriana colse una vittoria nel torneo che mancava dal 1965, battendo per 2-1 l'Uruguay all'Estadio Olímpico Atahualpa di Quito, ma perse le altre tre partite e terminò all'ultimo posto in classifica nel proprio raggruppamento, dietro Paraguay e Uruguay. Non riuscì, pertanto, a qualificarsi per le semifinali.
Tra i giocatori più rappresentativi degli anni settanta e ottanta si ricorda José Villafuerte.

### Anni 1980
L'Ecuador iniziò il 1981 con due amichevoli perse contro la Bulgaria e il Brasile, prima di cimentarsi nelle eliminatorie del campionato del mondo 1982. Inserita nel gruppo 3 con Cile e Paraguay, la squadra terminò il girone davanti al Paraguay, ma distante ben quattro punti dal Cile capolista.
Nella Coppa America 1983, inserita in un girone di ferro con Argentina e Brasile, fermò sul pari gli argentini di Jorge Burruchaga, ma perse due volte contro i verde-oro, vittoriosi per 5-0 in casa. Nella seconda parte del 1984 la Tri svolse un tour di amichevoli di sei mesi negli Stati Uniti e in America centrale, con un bilancio di due pareggi e quattro sconfitte.
Dopo aver disputato vari match di preparazione contro nazionali europee (Germania Est e Finlandia), l'Ecuador fu impegnato nelle eliminatorie del campionato del mondo 1986 nel girone con Uruguay e Cile, ma ottenne solo un punto, in casa contro i cileni. Dopo il nuovo insuccesso la nazionale rimase ferma due anni, riprendendo a giocare solo nella Coppa America 1987. L'edizione, rinnovata nel formato, si svolse in Argentina e vide gli ecuadoriani nel gruppo A insieme all'Argentina padrona di casa e campione del mondo in carica e al Perù. Perso per 3-0 l'incontro con i padroni di casa (doppietta di Diego Armando Maradona), la Tri pareggiò contro il Perù e fu eliminata.
Nel giugno 1988 la panchina della nazionale fu affidata allo jugoslavo Dušan Drašković, che esordì con un tour di amichevoli negli USA e in America Centrale molto più fruttuoso di quello effettuato quattro anni prima. In vista della Coppa America 1989 l'Ecuador disputò alcune amichevoli contro altre nazionali sudamericane con risultati negativi (una sola vittoria in dieci partite). Inserito nel gruppo 3 di Coppa America contro Argentina, Uruguay, Bolivia e Cile, debuttò con una sorprendente vittoria, la prima nel torneo dal 1979, contro l'Uruguay. La squadra, tuttavia, non si confermò negli impegni successivi e chiuse il girone al quarto posto, dopo due pareggi senza reti con boliviani e argentini e una sconfitta di misura contro i cileni.
Sei settimane dopo iniziarono le eliminatorie del Mondiale di Italia 1990, in cui la Tri se la vide con Colombia e Paraguay nel gruppo 2 della zona CONMEBOL. Terminò di nuovo in ultima posizione il girone, ma ottenne una vittoria casalinga per 3-1 in rimonta all'ultima giornata contro il Paraguay.

### Anni 1990: lenti progressi
Nella Coppa America 1991 l'Ecuador chiuse il proprio girone piazzandosi dietro a Colombia, Brasile, Uruguay e davanti alla Bolivia in classifica e uscendo dopo la prima fase. Alla sconfitta di misura contro la Colombia seguì il pareggio contro l'Uruguay e la vittoria per 4-0 contro la Bolivia, sino a quel momento la più larga vittoria degli ecuadoriani in un match ufficiale (il portiere Erwin Ramírez si permise il lusso di calciare e segnare il calcio di rigore che all'80º minuto di gioco fissò il risultato sul 4-0). Un'altra sconfitta, contro il Brasile, condannò la squadra di Drašković all'eliminazione.
Nel giugno 1993 si disputò in Ecuador la trentaseiesima edizione della Coppa America. La nazionale guidata da Drašković, decisa a ben figurare davanti al proprio pubblico, riuscì a vincere il proprio girone mettendosi dietro, in classifica, Uruguay, Venezuela e Stati Uniti. Nel match d'esordio, battendo per 6-1 i venezuelani, l'Ecuador ottenne la più larga vittoria della propria storia in una partita ufficiale. Ai quarti di finale la squadra ecuadoriana eliminò il Paraguay con un secco 3-0, ma in semifinale si arrese al Messico di Hugo Sánchez (2-0). Nella finale per il terzo posto uscì sconfitta contro la Colombia (1-0), chiudendo quarta, miglior piazzamento di sempre dell'Ecuador in Coppa America.
Nelle eliminatorie del Mondiale di USA '94 l'Ecuador affrontò Brasile, Bolivia, Uruguay e Venezuela. Il girone di andata fu discreto, con un pareggio casalingo contro il Brasile e uno esterno contro l'Uruguay. Tuttavia nel girone di ritorno la squadra perse in casa contro l'Uruguay e in trasferta contro il Venezuela, ottenendo un solo punto, contro la Bolivia in casa, e terminando il girone davanti al solo Venezuela.
L'ultimo incontro del girone, contro la Bolivia a Quito il 19 settembre 1993 (1-1), fu l'ultimo per Dušan Drašković come CT. Dopo un anno di pausa, nel 1995 la squadra si spostò in Asia, prima in Giappone per la Kirin Cup e poi in Corea del Sud per la Korea Cup. In seguito si recò in Uruguay, a Rivera, per disputare la Coppa America 1995. Allenata dal colombiano Francisco Maturana, la Tri volle confermarsi tra le semifinaliste, come nell'edizione di due anni prima, ma non riuscì ad andare oltre il primo turno: furono decisive due sconfitte di misura contro i campioni del mondo del Brasile e la Colombia, prima dell'inutile vittoria contro il Perù, insufficiente per qualificarsi per i quarti di finale.

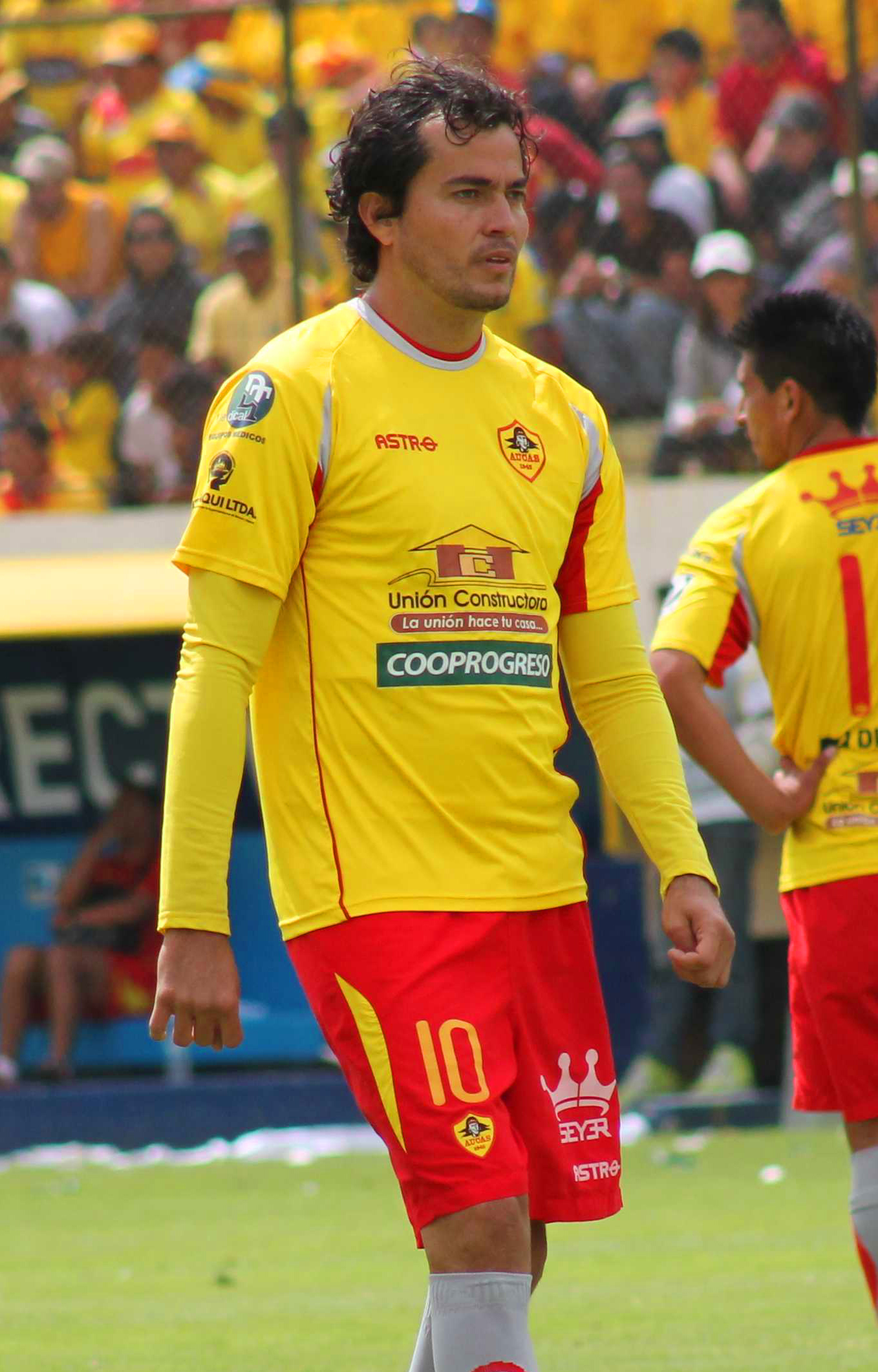
Iván Kaviedes ha totalizzato 57 presenze e 17 reti in nazionale dal 1996 al 2011

Nel 1996 l'Ecuador effettuò la prima tournée in Medio Oriente, disputando partite amichevoli in casa di Libano, Arabia Saudita, Qatar e Kuwait. Nella primavera del 1996 iniziarono le qualificazioni CONMEBOL al Mondiale di Francia 1998, disputate per la prima volta con la formula dei girone unico comprendente tutte le nazionali sudamericane. Nonostante il sesto posto finale e la mancata qualificazione alla rassegna iridata per quattro punti, fu in queste qualificazioni che si iniziò a registrare un miglioramento rispetto al passato, con ben sei vittorie su otto gare casalinghe. La squadra ecuadoriana poteva contare su molti giocatori di talento come Luis Capurro, Álex Aguinaga, Eduardo Hurtado, Ángel Fernández, Iván Kaviedes, Agustín Delgado e Ariel Graziani.
La Coppa America tenutasi in Bolivia nel giugno 1997 vide una netta ripresa dell'Ecuador, capace di vincere il girone davanti ad Argentina, Paraguay e Cile. Ai quarti di finale gli ecuadoriani ritrovarono il Messico che quattro anni prima li aveva sconfitti in semifinale a domicilio. La partita, combattuta, si chiuse sull'1-1 e si decise ai tiri di rigore per la prima volta nella storia della nazionale ecuadoriana, che ebbe la peggio.
L'Ecuador giocò poi un solo incontro, a Washington contro il Brasile (sconfitta per 1-5) prima della Coppa America 1999 in Paraguay. Allenato dal nuovo CT Carlos Sevilla, fu sorteggiato nel gruppo C con Argentina, Colombia e Uruguay. Anche questa volta arrivò una delusione, con tre sconfitte consecutive. L'attaccante Iván Kaviedes realizzò due dei tre gol ecuadoriani, insufficienti per la qualificazione al turno successivo.
Nell'ottobre 1999 l'arrivo del colombiano Hernán Darío Gómez al posto di Sevilla inaugurò una fase di progresso per la squadra ecuadoriana.

### Anni 2000
Agli albori del nuovo millennio la nazionale ecuadoriana si rese protagonista di una rapida ascesa, ottenendo due qualificazioni consecutive al campionato del mondo, nel 2002 e 2006. Figura tra le nazionali sudamericane che hanno compiuto più progressi a partire dai primi anni del XXI secolo.
L'Ecuador si mise in mostra come una delle squadre rivelazione durante le qualificazioni al campionato del mondo 2002. La squadra ottenne il secondo posto nel gruppo di qualificazione sudamericano, con un punto di vantaggio sui futuri campioni del mondo del Brasile, venendo superata solo dall'Argentina. L'ossatura della nazionale ecuadoriana era composta da giocatori come Agustín Delgado, Álex Aguinaga, Iván Kaviedes, Iván Hurtado, Ulises de la Cruz, José Cevallos ed Édison Méndez: in particolare, Delgado fu capocannoniere del girone CONMEBOL di qualificazione al mondiale del 2002 con 9 reti (al pari di Hernán Crespo). La nazionale allenata dal colombiano Hernán Darío Gómez diede una svolta decisiva al girone di qualificazione il 28 marzo 2001, sconfiggendo il Brasile a Quito. In seguito vinse a Lima contro il Perù e a La Paz contro la Bolivia: la qualificazione fu centrata alla penultima giornata, grazie all'1-1 interno contro l'Uruguay.
La fase finale del campionato mondiale, disputatasi in Giappone e Corea del Sud, si rivelò, tuttavia, infausta per la nazionale ecuadoriana, al contrario di quanto i risultati delle qualificazioni avevano fatto sperare. L'esordiente Ecuador fu sconfitto prima dall'Italia per 2-0 e poi dal Messico per 2-1. Contro i messicani Delgado segnò il primo gol degli ecuadoriani in un campionato del mondo. All'ultima giornata l'Ecuador fu eliminato, ma riuscì ad ottenere una storica vittoria contro la Croazia con una rete di Édison Méndez, che condannò i croati all'eliminazione.
L'eliminazione al primo turno nella Coppa America 2004 causò le dimissioni di Gómez, che venne sostituito dal connazionale Luis Fernando Suárez.
Prima dell'inizio delle qualificazioni sudamericane al campionato del mondo 2006 l'Ecuador si trovava al 71º posto nel ranking mondiale della FIFA. La squadra riuscì, però, a scalare numerose posizioni, fino ad entrare nelle prime trenta, a conferma dei progressi compiuti. Dopo il negativo avvio del girone di qualificazione (delle prime otto partite, su diciotto totali, l'Ecuador ne perse quattro), la Tri si riprese, vincendo cinque gare consecutive, tra cui quella contro il Brasile, fino a piazzarsi al terzo posto e staccare così il biglietto per il mondiale tedesco.

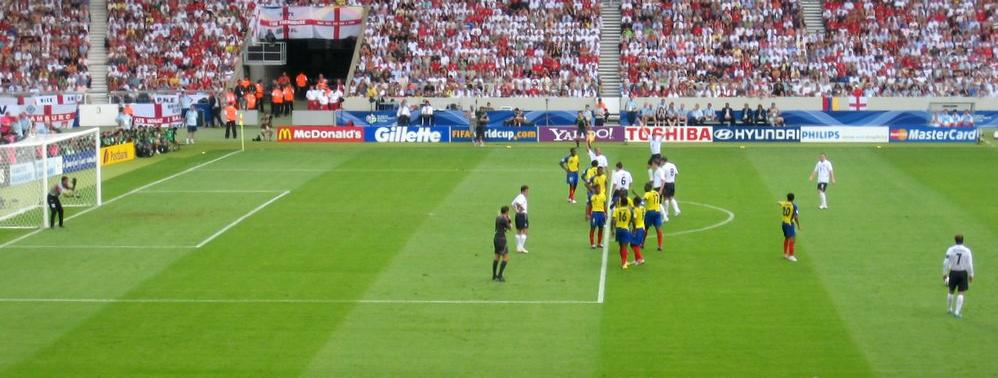
Inghilterra-Ecuador, ottavo di finale del campionato mondiale di

Nella rassegna tedesca, la Tri finì nel gruppo A, che comprendeva anche la Germania padrona di casa, la Polonia e la Costa Rica. L'Ecuador esordì con una vittoria per 2-0 contro i polacchi, seguita dal successo per 3-0 sui costaricani che consentì alla squadra di balzare in testa al girone (per via della migliore differenza reti nei confronti dei tedeschi). Pur perdendo l'ultima partita con la Germania, l'Ecuador superò il turno come seconda classificata. Agli ottavi di finale fu eliminato dall'Inghilterra, vittoriosa per 1-0.
Nel 2007 l'Ecuador fu eliminato al primo turno della Coppa America. A causa della pessima partenza nelle qualificazioni al campionato del mondo 2010, Suárez fu esonerato e sostituito da Sixto Vizuete. Fallito l'accesso al mondiale sudafricano, anche Vizuete fu sollevato dall'incarico e rimpiazzato da un altro colombiano, Reinaldo Rueda.

### Anni 2010
Il 6 febbraio 2013 l'Ecuador ottenne una storica vittoria in trasferta contro il Portogallo per 2-3.
Il 15 ottobre 2013 l'Ecuador conseguì la qualificazione al campionato del mondo 2014 piazzandosi quarto nel girone di qualificazione sudamericano, dietro Argentina, Colombia e Cile e davanti all'Uruguay, costretto allo spareggio interzona con la Giordania per accedere al mondiale. Nella fase finale della competizione, nel giugno 2014, la nazionale ecuadoriana fu eliminata al primo turno, perdendo la prima partita contro la Svizzera per 2-1, vincendo per 2-1 contro l'Honduras e pareggiando 0-0 con la Francia, risultato che non bastò per approdare agli ottavi di finale.
Nella Coppa America 2015, in Cile, la Tricolor rimediò due sconfitte contro Cile (0-2) e Bolivia (2-3) e ottenne una vittoria contro il Messico (2-1), ma fu la peggiore delle tre terze classificate dei tre gironi e fu, dunque, eliminata al primo turno.
Nella Copa América Centenario del 2016 l'Ecuador pareggiò contro il Brasile (0-0) e contro il Perù (2-2). Vincendo nettamente la terza partita contro Haiti (4-0) superò la fase a gironi per la prima volta dal 1997. Ai quarti di finale fu eliminato dagli Stati Uniti padroni di casa, che vinsero per 2-1.
L'inizio delle eliminatorie sudamericane per il campionato del mondo 2018 fu ottimo per l'Ecuador, con la vittoria per 2-0 in casa dell'Argentina priva di Lionel Messi e tre altre vittorie di fila, per un totale di quattro successi consecutivi e primato nel girone con 12 punti. Ciononostante l'Ecuador non riuscì a qualificarsi per il mondiale russo. Da quel momento, infatti, ottenne due sole vittorie e due pareggi, a fronte di dieci sconfitte, che non consentirono alla squadra di andare oltre il terzultimo posto nel girone.
Negativa fu la partecipazione alla Coppa America 2019 in Brasile. La Tricolor fu infatti eliminata al primo turno, dopo aver subito due sconfitte contro Uruguay (0-4) e Cile (1-2) e aver raccolto un pari contro il Giappone (1-1).

### Anni 2020
Si fermò ai quarti di finale il percorso ecuadoriano nella Coppa America 2021: la squadra di Gustavo Alfaro fu sconfitta all'esordio dalla Colombia (1-0), poi pareggiò contro il Venezuela (2-2), il Perù (2-2) e il Brasile (1-1), accedendo ai quarti, dove fu eliminata dall'Argentina (3-0).
Non sfuggì all'Ecuador la qualificazione al campionato del mondo 2022, centrata grazie al quarto posto nel girone sudamericano, con un bilancio di 7 vittorie, 5 pareggi e 6 sconfitte. Nei mesi successivi la partecipazione fu messa in discussione a causa del presunto falso passaporto di Byron Castillo, caso poi archiviato dalla FIFA. In Qatar la selezione ecuadoriana esordì con una vittoria (2-0) contro i padroni di casa nella gara inaugurale del torneo, poi pareggiò (1-1) contro i Paesi Bassi e fu sconfitta di misura (1-2) dal Senegal, venendo eliminata al primo turno.
Nella Coppa America 2024 il percorso dell'Ecuador si interruppe ai quarti di finale, stante l'eliminazione ai tiri di rigore contro l'Argentina.

## Commissari tecnici
Dati aggiornati al 1º agosto 2024.
| Commissario tecnico      | Periodo                             | G  | V  | N  | P  |
| ------------------------ | ----------------------------------- | -- | -- | -- | -- |
| Enrique Lamas            | 8 agosto 1938 - 22 agosto 1938      | 5  | 1  | 1  | 3  |
| Ramón Unamuno            | 15 gennaio 1939 - 12 febbraio 1939  | 4  | 0  | 0  | 4  |
| Juan Parodi              | 2 febbraio 1941 - 5 febbraio 1942   | 10 | 0  | 0  | 10 |
| Rodolfo Orlandini        | 14 gennaio 1945 - 21 febbraio 1945  | 6  | 0  | 1  | 5  |
| Ramón Unamuno            | 30 novembre 1947 - 29 dicembre 1947 | 7  | 0  | 3  | 4  |
| José Planas              | 3 aprile 1949 - 3 maggio 1949       | 7  | 1  | 0  | 6  |
| Gregorio Esperón         | 28 febbraio 1953 - 23 marzo 1953    | 6  | 0  | 2  | 4  |
| José María Díaz Granados | 27 febbraio 1955 - 23 marzo 1955    | 5  | 0  | 0  | 5  |
| Eduardo Spandre          | 7 marzo 1957 - 1º aprile 1957       | 6  | 0  | 1  | 5  |
| Juan López               | 6 dicembre 1959 - 17 dicembre 1960  | 7  | 1  | 1  | 5  |
| Fausto Montalván         | 10 marzo 1963 - 31 marzo 1963       | 6  | 1  | 2  | 3  |
| José María Rodríguez     | 20 luglio 1965 - 12 ottobre 1965    | 5  | 2  | 1  | 2  |
| Fausto Montalván         | 21 dicembre 1966 - 28 dicembre 1966 | 2  | 0  | 1  | 1  |
| José Gomes Nogueira      | 22 luglio 1969 - 3 agosto 1969      | 5  | 1  | 1  | 3  |
| Ernesto Guerra           | 29 aprile 1970 - 24 maggio 1970     | 2  | 0  | 0  | 2  |
| Jorge Lazo               | 11 giugno 1972 - 21 giugno 1972     | 4  | 0  | 1  | 3  |
| Roberto Resquín          | 18 febbraio 1973 - 8 luglio 1973    | 10 | 1  | 6  | 3  |
| Roque Máspoli            | 22 giugno 1975 - 20 marzo 1977      | 19 | 5  | 4  | 10 |
| Héctor Morales           | 13 giugno 1979 - 16 settembre 1979  | 8  | 3  | 1  | 4  |
| Otto Vieira              | 27 gennaio 1981 - 14 febbraio 1981  | 2  | 0  | 0  | 2  |
| Juan Eduardo Hohberg     | 17 maggio 1981 - 14 giugno 1981     | 4  | 1  | 1  | 2  |
| Ernesto Guerra           | 26 luglio 1983 - 7 settembre 1983   | 6  | 0  | 4  | 2  |
| Antoninho Ferreira       | 30 novembre 1984 - 31 marzo 1985    | 15 | 3  | 5  | 7  |
| Luis Grimaldi            | 18 novembre 1986 - 4 luglio 1987    | 13 | 2  | 5  | 6  |
| Dušan Drašković          | 2 giugno 1988 - 19 settembre 1993   | 56 | 17 | 17 | 22 |
| Carlos Torres Garcés     | 25 maggio 1994 - 5 giugno 1994      | 2  | 2  | 0  | 0  |
| Carlos Ron               | 17 agosto 1994 - 21 settembre 1994  | 2  | 0  | 1  | 1  |
| Francisco Maturana       | 24 maggio 1995 - 8 giugno 1997      | 34 | 16 | 6  | 12 |
| Luis Fernando Suárez     | 11 giugno 1997 - 22 giugno 1997     | 4  | 2  | 2  | 0  |
| Francisco Maturana       | 6 luglio 1997 - 16 novembre 1997    | 7  | 3  | 1  | 3  |
| Polo Carrera             | 14 ottobre 1998                     | 1  | 0  | 0  | 1  |
| Carlos Sevilla           | 28 gennaio 1999 - 7 luglio 1999     | 15 | 3  | 6  | 6  |
| Hernán Darío Gómez       | 12 ottobre 1999 - 23 luglio 2004    | 66 | 24 | 18 | 24 |
| Luis Fernando Suárez     | 4 settembre 2004 - 17 novembre 2007 | 51 | 17 | 9  | 25 |
| Sixto Vizuete            | 21 novembre 2007 - 11 luglio 2010   | 25 | 9  | 7  | 9  |
| Reinaldo Rueda           | 4 settembre 2010 - 25 giugno 2014   | 45 | 18 | 15 | 12 |
| Sixto Vizuete            | 23 luglio 2014 - 28 gennaio 2015    | 4  | 2  | 1  | 1  |
| Gustavo Quinteros        | 16 marzo 2015 - 12 settembre 2017   | 19 | 8  | 4  | 7  |
| Jorge Célico             | 12 settembre 2017 – 31 luglio 2018  | 2  | 0  | 0  | 2  |
| Hernán Darío Gómez       | 1º agosto 2018 – 31 luglio 2019     | 2  | 4  | 1  | 1  |
| Jorge Célico             | 1º agosto 2019 – 12 gennaio 2020    | 5  | 3  | 0  | 2  |
| Jordi Cruijff            | 14 gennaio 2020 – 23 luglio 2020    | 0  | 0  | 0  | 0  |
| Gustavo Alfaro           | 26 agosto 2020 – 29 novembre 2022   | 35 | 12 | 14 | 9  |
| Félix Sánchez Bas        | 11 marzo 2023 – 5 luglio 2024       | 12 | 7  | 2  | 3  |
| Sebastián Beccacece      | 1º agosto 2024 – in carica          | 0  | 0  | 0  | 0  |

## Colori e simboli
La divisa della nazionale ecuadoriana ricalca i colori della bandiera: maglia gialla, calzoncini blu e calzettoni rossi. Dal 1994 il fornitore è Marathon, azienda ecuadoriana.

## Stadio
L'Ecuador gioca le partite casalinghe ufficiali allo stadio Olimpico Atahualpa di Quito, impianto da 35 724 posti situato a 2850 m s.l.m., altitudine spesso ostica per i giocatori di squadre avversarie non abituati a giocare a queste altezze.
In questo stadio la nazionale ecuadoriana sconfisse l'Uruguay nella Coppa America 1993 e il Brasile nelle eliminatorie del campionato del mondo 2002. Pareggiando con l'Uruguay in questo stadio il 7 novembre 2001, l'Ecuador si qualificò per la prima volta alla Coppa del mondo, quella di Corea del Sud-Giappone 2002.
In previsione della sua demolizione e della costruzione di un nuovo impianto più capiente in suo luogo, l'Ecuador usa dal 2020 lo stadio Rodrigo Paz Delgado.

## Numeri ritirati
A causa della prematura scomparsa, nell'agosto 2013, del calciatore Christian Benítez a causa di un attacco di cuore, la federazione calcistica dell'Ecuador ha deciso di omaggiare la sua memoria con il ritiro della maglia numero 11 della nazionale che apparteneva al Chucho..
Il numero 11 è stato reintrodotto in occasione del campionato del mondo 2014.

## Partecipazioni ai tornei internazionali
Legenda: Grassetto: Risultato migliore, Corsivo: Mancate partecipazioni

### CONCACAF Gold Cup
Pur non essendo affiliata alla CONCACAF, la nazionale ecuadoriana è stata invitata all'edizione 2002 della Gold Cup, uscendo di scena dopo il girone iniziale tramite il lancio della monetina (parità totale fra le tre squadre del gruppo).

### Giochi bolivariani
La Tricolor si è classificata al terzo posto ai Giochi bolivariani colombiani del 1938, gli unici disputati dalle selezioni maggiori delle nazioni partecipanti. Per la nazionale dell'Ecuador si trattava dell'esordio assoluto.

## Statistiche dettagliate sui tornei internazionali

### Mondiali
| Anno | Luogo                    | Piazzamento                         | V | N | P | Gol |
| ---- | ------------------------ | ----------------------------------- | - | - | - | --- |
| 1938 | Francia                  | Non partecipante                    | - | - | - | -   |
| 1950 | Brasile                  | Ritirata prima delle qualificazioni | - | - | - | -   |
| 1954 | Svizzera                 | Non partecipante                    | - | - | - | -   |
| 1958 | Svezia                   | Non partecipante                    | - | - | - | -   |
| 1962 | Cile                     | Non qualificata                     | - | - | - | -   |
| 1966 | Inghilterra              | Non qualificata                     | - | - | - | -   |
| 1970 | Messico                  | Non qualificata                     | - | - | - | -   |
| 1974 | Germania                 | Non qualificata                     | - | - | - | -   |
| 1978 | Argentina                | Non qualificata                     | - | - | - | -   |
| 1982 | Spagna                   | Non qualificata                     | - | - | - | -   |
| 1986 | Messico                  | Non qualificata                     | - | - | - | -   |
| 1990 | Italia                   | Non qualificata                     | - | - | - | -   |
| 1994 | Stati Uniti              | Non qualificata                     | - | - | - | -   |
| 1998 | Francia                  | Non qualificata                     | - | - | - | -   |
| 2002 | Giappone / Corea del Sud | Primo turno                         | 1 | 0 | 2 | 2:4 |
| 2006 | Germania                 | Ottavi di finale                    | 2 | 0 | 2 | 5:3 |
| 2010 | Sudafrica                | Non qualificata                     | - | - | - | -   |
| 2014 | Brasile                  | Primo turno                         | 1 | 1 | 1 | 3:3 |
| 2018 | Russia                   | Non qualificata                     | - | - | - | -   |
| 2022 | Qatar                    | Primo turno                         | 1 | 1 | 1 | 4:3 |

### Copa América

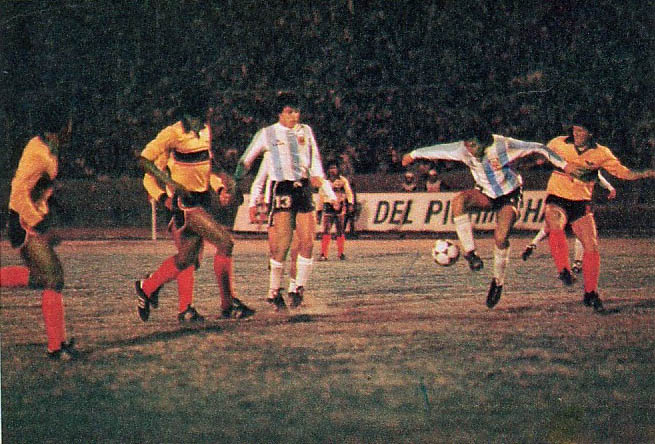
Fasi di gioco durante un incontro fra Ecuador e Argentina alla Copa América 1983

| Anno    | Luogo       | Piazzamento      | V | N | P | Gol   |
| ------- | ----------- | ---------------- | - | - | - | ----- |
| 1939    | Perù        | Quinto posto     | 0 | 0 | 4 | 4:18  |
| 1941    | Cile        | Quinto posto     | 0 | 0 | 4 | 1:21  |
| 1942    | Uruguay     | Settimo posto    | 0 | 0 | 6 | 4:31  |
| 1945    | Cile        | Settimo posto    | 0 | 1 | 5 | 9:27  |
| 1946    | Argentina   | Rinuncia         | - | - | - | -     |
| 1947    | Ecuador     | Sesto posto      | 0 | 3 | 4 | 3:17  |
| 1949    | Brasile     | Settimo posto    | 1 | 0 | 6 | 7:21  |
| 1953    | Perù        | Settimo posto    | 0 | 2 | 4 | 1:13  |
| 1955    | Cile        | Settimo posto    | 0 | 0 | 5 | 4:22  |
| 1956    | Uruguay     | Rinuncia         | - | - | - | -     |
| 1957    | Perù        | Settimo posto    | 0 | 1 | 5 | 7:23  |
| 1959 I  | Argentina   | Rinuncia         | - | - | - | -     |
| 1959 II | Ecuador     | Quarto posto     | 1 | 1 | 2 | 5:9   |
| 1963    | Bolivia     | Sesto posto      | 1 | 2 | 3 | 14:18 |
| 1967    | Uruguay     | Non qualificata  | - | - | - | -     |
| 1975    | Itinerante  | Primo turno      | 0 | 1 | 3 | 4:10  |
| 1979    | Itinerante  | Primo turno      | 1 | 0 | 3 | 4:7   |
| 1983    | Itinerante  | Primo turno      | 0 | 2 | 2 | 4:10  |
| 1987    | Argentina   | Primo turno      | 0 | 1 | 1 | 1:4   |
| 1989    | Brasile     | Primo turno      | 1 | 2 | 1 | 2:2   |
| 1991    | Cile        | Primo turno      | 1 | 1 | 2 | 6:5   |
| 1993    | Ecuador     | Quarto posto     | 4 | 0 | 2 | 13:5  |
| 1995    | Uruguay     | Primo turno      | 1 | 0 | 2 | 2:3   |
| 1997    | Bolivia     | Quarti di finale | 2 | 2 | 0 | 5:2   |
| 1999    | Paraguay    | Primo turno      | 0 | 0 | 3 | 3:7   |
| 2001    | Colombia    | Primo turno      | 1 | 0 | 2 | 5:5   |
| 2004    | Perù        | Primo turno      | 0 | 0 | 3 | 3:10  |
| 2007    | Venezuela   | Primo turno      | 0 | 0 | 3 | 3:6   |
| 2011    | Argentina   | Primo turno      | 0 | 1 | 2 | 2:5   |
| 2015    | Cile        | Primo turno      | 1 | 0 | 2 | 4:6   |
| 2016    | Stati Uniti | Quarti di finale | 1 | 2 | 1 | 8:3   |
| 2019    | Brasile     | Primo turno      | 0 | 1 | 2 | 2:7   |
| 2021    | Brasile     | Quarti di finale | 0 | 3 | 2 | 5:9   |
| 2024    | Stati Uniti | Quarti di finale | 1 | 2 | 1 | 5:4   |

### Olimpiadi
| Anno | Luogo  | Piazzamento      | V | N | P | Gol |
| ---- | ------ | ---------------- | - | - | - | --- |
| 1948 | Londra | Non partecipante | - | - | - | -   |

- Nota bene: per le informazioni sui risultati ai Giochi olimpici nelle edizioni successive al 1948 visionare la pagina della nazionale olimpica.

### Confederations Cup
| Anno | Luogo                    | Piazzamento     | V | N | P | Gol |
| ---- | ------------------------ | --------------- | - | - | - | --- |
| 1992 | Arabia Saudita           | Non invitata    | - | - | - | -   |
| 1995 | Arabia Saudita           | Non invitata    | - | - | - | -   |
| 1997 | Arabia Saudita           | Non qualificata | - | - | - | -   |
| 1999 | Messico                  | Non qualificata | - | - | - | -   |
| 2001 | Corea del Sud / Giappone | Non qualificata | - | - | - | -   |
| 2003 | Francia                  | Non qualificata | - | - | - | -   |
| 2005 | Germania                 | Non qualificata | - | - | - | -   |
| 2009 | Sudafrica                | Non qualificata | - | - | - | -   |
| 2013 | Brasile                  | Non qualificata | - | - | - | -   |
| 2017 | Russia                   | Non qualificata | - | - | - | -   |

### CONCACAF Gold Cup
| Anno | Luogo       | Piazzamento | V | N | P | Gol |
| ---- | ----------- | ----------- | - | - | - | --- |
| 2002 | Stati Uniti | Primo turno | 1 | 0 | 1 | 2:2 |

### Giochi bolivariani
| Anno | Luogo  | Piazzamento | V | N | P | Gol   |
| ---- | ------ | ----------- | - | - | - | ----- |
| 1938 | Bogotà | Terzo posto | 2 | 1 | 2 | 10:15 |

## Tutte le rose

### Mondiali
Coppa del Mondo FIFA 20021 Cevallos, 2 Porozo, 3 Hurtado, 4 de la Cruz, 5 Obregón, 6 Guerrón, 7 Asencio, 8 L. Gómez, 9 Kaviedes, 10 Aguinaga, 11 Delgado, 12 Ibarra, 13 Fernández, 14 Burbano, 15 M. Ayoví, 16 Chalá, 17 Espinoza, 18 C. Tenorio, 19 Méndez, 20 E. Tenorio, 21 Sánchez, 22 Viteri, 23 W. Ayoví, CT: H. Gómez
Coppa del Mondo FIFA 20061 Villafuerte, 2 Guagua, 3 Hurtado, 4 de la Cruz, 5 Perlaza, 6 Urrutia, 7 Lara, 8 Méndez, 9 Borja, 10 Kaviedes, 11 Delgado, 12 Mora, 13 Ambrosi, 14 Castillo, 15 Ayoví, 16 Valencia, 17 Espinoza, 18 Reasco, 19 Saritama, 20 E. Tenorio, 21 C. Tenorio, 22 Lanza, 23 Benítez, CT: Suárez
Coppa del Mondo FIFA 20141 Banguera, 2 Guagua, 3 Erazo, 4 Paredes, 5 Ibarra, 6 Noboa, 7 Montero, 8 Méndez, 9 Rojas, 10 W. Ayoví, 11 Caicedo, 12 Bone, 13 E. Valencia, 14 Minda, 15 Arroyo, 16 A. Valencia, 17 J. Ayoví, 18 Bagüí, 19 Saritama, 20 Martínez, 21 Achilier, 22 Domínguez, 23 Gruezo, CT: Rueda
Coppa del Mondo FIFA 20221 Galíndez, 2 Torres, 3 Hincapié, 4 Arboleda, 5 Cifuentes, 6 Pacho, 7 Estupiñán, 8 Gruezo, 9 Ay. Preciado, 10 Ibarra, 11 Estrada, 12 Ramírez, 13 Valencia, 14 Arreaga, 15 Mena, 16 Sarmiento, 17 An. Preciado, 18 Palacios, 19 Plata, 20 Méndez, 21 Franco, 22 Domínguez, 23 Caicedo, 24 Reasco, 25 Porozo, 26 Rodríguez, CT: Alfaro

### Campeonato Sudamericano de Football/Copa América
Copa América 1975P Delgado, P Méndez, P Vera, D Camacho, D F. Carrera, D Guevara, D Guerrero, D Klinger, D Perlaza, D Pérez, C Armendáriz, C Cabezas, C Castañeda, C C. Ron, C J. Tapia, C Tobar, A P. Carrera, A Gómez, A Lasso, A Paz y Miño, A G. Tapia, CT: Máspoli
Copa América 1979P Delgado, P Rodríguez, D Escalante, D Figueroa, D Klinger, D Paes, D Pérez, D Perlaza, C Granda, C C. Ron, C Torres Garcés, C Villafuerte, A Alarcón, A Barrera, A Madruñero, A Mantilla, A Párraga, A J. Ron, A Tenorio, CT: Morales
Copa América 1983P Delgado, P I. Rodríguez, P M. Rodríguez, D Armas, D Encalada, D Klinger, D Maldonado, D Narváez, D Proaño, C Carrera, C Granda, C Quinteros, C C. Ron, C Ruiz, C Vásquez, C Vega, C Villafuerte, A Cuvi, A Gorosabel, A Moreno, A Quiñónez, A J. Ron, A Tenorio, CT: Guerra
Copa América 19871 Chiriboga, 2 Mosquera, 3 Fajardo, 4 Macías, 5 Domínguez, 6 Capurro, 7 Baldeón, 8 Aguinaga, 9 Quiñónez, 10 Cuvi, 11 Mera, 12 Morales, 13 Marín, 14 Avilés, 15 Cangá, 16 Jácome, 17 Marsetti, 18 Vásquez, 19 Vega, 20 Enríquez, CT: Grimaldi
Copa América 19891 Morales, 2 Izquierdo, 3 Quiñónez, 4 Macías, 5 Fajardo, 6 Capurro, 7 Marsetti, 8 Aguinaga, 9 Tenorio, 10 Cuvi, 11 Guerrero, 12 Mendoza, 13 Alcívar, 14 Avilés, 15 Verduga, 16 Rosero, 17 Muñoz, 18 Quinteros, 19 Benítez, 20 Montanero, CT: Drašković
Copa América 19911 Ramírez, 2 Bravo, 3 Capurro, 4 Macías, 5 Montanero, 6 Quiñónez, 7 Muñoz, 8 Garay, 9 Tenorio, 10 Burbano, 11 Batioja, 12 Enríquez, 13 Guerrero, 14 Avilés, 15 Carcelén, 16 Aguinaga, 17 Ron, 18 Guamán, 19 Uquillas, 20 Fernández, 21 Hurtado, 22 Rivera, CT: Drašković
Copa América 19931 Espinoza, 2 Montanero, 3 Quiñónez, 4 B. Tenorio, 5 Carabalí, 6 Capurro, 7 Muñoz, 8 Carcelén, 9 E. Hurtado, 10 Aguinaga, 11 Fernández, 12 Mendoza, 13 M. Tenorio, 14 Avilés, 15 Gavica, 16 Chalá, 17 Zambrano, 18 Coronel, 19 Chérrez, 20 I. Hurtado, 21 Guerrero, 22 Noriega, CT: Drašković
Copa América 19951 Cevallos, 2 Guamán, 3 Capurro, 4 Tenorio, 5 I. Hurtado, 6 Carcelén, 7 Aguinaga, 8 Garay, 9 E. Hurtado, 10 Ron, 11 P. Hurtado, 12 Morales, 13 Asencio, 14 Noriega, 15 Coronel, 16 Quiñónez, 17 Díaz, 18 Herrera, 19 León, 20 Mora, 21 Carabalí, 22 Espinoza, CT: Maturana
Copa América 19971 J. Cevallos, 2 Constante, 3 de la Cruz, 4 Méndez, 5 Tenorio, 6 Capurro, 7 Sánchez, 8 Carabalí, 9 Hurtado, 10 Gavica, 11 Fernández, 12 Ibarra, 13 Delgado, 14 Montaño, 15 Rosero, 16 Smith, 17 Burbano, 18 Maldonado, 19 Chalá, 20 Graziani, 21 González, 22 A. Cevallos, CT: Maturana
Copa América 19991 Cevallos, 2 Coronel, 3 Hurtado, 4 Anangonó, 5 Montaño, 6 de la Cruz, 7 Moreira, 8 Blandón, 9 Graziani, 10 Aguinaga, 11 Asencio, 12 Kaviedes, 13 Delgado, 14 Ayoví, 15 Candelario, 16 Carabalí, 17 George, 18 Gómez, 19 Zamora, 20 Sánchez, 21 Quiñónez, 22 Ibarra, CT: Sevilla
Copa América 20011 Cevallos, 2 Porozo, 3 Hurtado, 4 de la Cruz, 5 Burbano, 6 Guerrón, 7 J. Aguinaga, 8 Ordóñez, 9 Borja, 10 Á. Aguinaga, 11 Delgado, 12 Ibarra, 13 Fernández, 14 W. Ayoví, 15 M. Ayoví, 16 Chalá, 17 Espinoza, 18 Obregón, 19 Méndez, 20 Tenorio, 21 Sánchez, 22 Guagua, CT: Gómez
Copa América 20041 J. Espinoza, 2 Guagua, 3 Hurtado, 4 de la Cruz, 5 Obregón, 6 Ambrosi, 7 Salas, 8 Ordóñez, 9 Figueroa, 10 Aguinaga, 11 Delgado, 12 Ibarra, 13 Saritama, 14 Baldeón, 15 Ayoví, 16 Chalá, 17 G. Espinoza, 18 Reasco, 19 Méndez, 20 Tenorio, 21 Soledispa, 22 Lanza, CT: Gómez
Copa América 20071 Elizaga, 2 Guagua, 3 Hurtado, 4 de la Cruz, 5 Urrutia, 6 Quiñónez, 7 Quiroz, 8 Méndez, 9 Borja, 10 Caicedo, 11 Benítez, 12 Mora, 13 Calle, 14 Castillo, 15 Bagüí, 16 Valencia, 17 Espinoza, 18 Reasco, 19 Ayoví, 20 E. Tenorio, 21 C. Tenorio, 22 Palacios, CT: Suárez
Copa América 20111 Elizaga, 2 G. Caicedo, 3 Erazo, 4 Checa, 5 Minda, 6 Noboa, 7 Arroyo, 8 Méndez, 9 F. Caicedo, 10 Ayoví, 11 Benítez, 12 Banguera, 13 Reasco, 14 Castillo, 15 Quiroz, 16 Valencia, 17 Montaño, 18 Nazareno, 19 Araujo, 20 Calderón, 21 Achilier, 22 Domínguez, 23 Mina, CT: Rueda
Copa América 20151 Azcona, 2 Mina, 3 Erazo, 4 Paredes, 5 Ibarra, 6 Noboa, 7 Montero, 8 Bolaños, 9 Martínez, 10 Ayoví, 11 Cazares, 12 Dreer, 13 Valencia, 14 Lastra, 15 Quiñónez, 16 Pineida, 17 Angulo, 18 Bagüí, 19 Larrea, 20 Narváez, 21 Achilier, 22 González, 23 Domínguez, CT: Quinteros
Copa América Centenario1 Banguera, 2 Mina, 3 Erazo, 4 Paredes, 5 Ramírez, 6 Noboa, 7 Montero, 8 Gaibor, 9 Martínez, 10 W. Ayoví, 11 Arroyo, 12 Dreer, 13 E. Valencia, 14 Mena, 15 Larrea, 16 L. Valencia, 17 J. Ayoví, 18 Gruezo, 19 Cazares, 20 Arboleda, 21 Achilier, 22 Domínguez, 23 Bolaños, CT: Quinteros
Copa América 20191 Banguera, 2 Mina, 3 Arboleda, 4 Velasco, 5 Re. Ibarra, 6 Ramírez, 7 Ro. Ibarra, 8 Gruezo, 9 Garcés, 10 Mena, 11 Preciado, 12 Ortíz, 13 E. Valencia, 14 Arreaga, 15 Intriago, 16 L. A. Valencia, 17 Quintero, 18 Orejuela, 19 Caicedo, 20 Chicaiza, 21 Achilier, 22 Domínguez, 23 Méndez, CT: Gómez
Copa América 20211 Galíndez, 2 Torres, 3 Hincapié, 4 Arboleda, 5 Arroyo, 6 Noboa, 7 Estupiñán, 8 Martínez, 9 Campana, 10 Díaz/Gruezo, 11 Estrada, 12 Ortíz, 13 Valencia, 14 Arreaga, 15 Mena, 16 Pineida, 17 An. Preciado, 18 Ay. Preciado, 19 Plata, 20 Méndez, 21 Franco, 22 Domínguez, 23 M. Caicedo, 24 León, 25 Carabalí, 26 J. Caicedo, 27 Palacios, 28 Hurtado, CT: Alfaro
Copa América 20241 Galíndez, 2 Torres, 3 Hincapié, 4 Ordóñez, 5 Cifuentes, 6 Pacho, 7 Loor, 8 Gruezo, 9 Yeboah, 10 Páez, 11 K. Rodríguez, 12 Ramírez, 13 Valencia, 14 Minda, 15 Mena, 16 Sarmiento, 17 Preciado, 18 Ortiz, 19 J. Caicedo, 20 Corozo, 21 Franco, 22 Domínguez, 23 M. Caicedo, 24 Hurtado, 25 Porozo, 26 Micolta, CT: Sánchez Bas

### Gold Cup
CONCACAF Gold Cup 20021 Cevallos, 2 Porozo, 3 Hurtado, 5 Obregón, 6 Guerrón, 7 Lara, 8 L. Gómez, 9 C. Tenorio, 10 Aguinaga, 11 Asencio, 13 Fernández, 15 Ayoví, 16 Chalá, 17 Espinoza, 18 Hidalgo, 19 Méndez, 20 E. Tenorio, 21 Sánchez, CT: H. Gómez

## Rosa attuale
Lista dei giocatori convocati per le gare di qualificazione al campionato mondiale di calcio 2026 del 14 e 19 novembre 2024.
Presenze e reti aggiornate al termine della seconda sfida.
|  | P | Hernán Galíndez      | 30 marzo 1987    | 25 | -21 | Huracán                 |  |  |
|  | P | Wellington Ramírez   | 9 settembre 2000 | 6  | -6  | Independiente del Valle |  |  |
|  | P | Gonzalo Valle        | 28 febbraio 1996 | 0  | 0   | LDU Quito               |  |  |
|  |   |                      |                  |    |     |                         |  |  |
|  | D | Pervis Estupiñán     | 21 gennaio 1998  | 44 | 4   | Brighton                |  |  |
|  | D | Piero Hincapié       | 9 gennaio 2002   | 43 | 3   | Bayer Leverkusen        |  |  |
|  | D | Félix Torres Caicedo | 11 novembre 1997 | 42 | 5   | Corinthians             |  |  |
|  | D | William Pacho        | 16 ottobre 2001  | 22 | 2   | Paris Saint-Germain     |  |  |
|  | D | Cristian Ramírez     | 12 agosto 1994   | 22 | 1   | Ferencváros             |  |  |
|  | D | Jhoanner Chávez      | 25 aprile 2002   | 6  | 0   | Lens                    |  |  |
|  | D | Joel Ordóñez         | 21 aprile 2004   | 4  | 0   | Club Bruges             |  |  |
|  |   |                      |                  |    |     |                         |  |  |
|  | C | Carlos Gruezo        | 19 aprile 1995   | 65 | 1   | S.J. Earthquakes        |  |  |
|  | C | Ángel Mena           | 21 gennaio 1988  | 62 | 8   | Pachuca                 |  |  |
|  | C | Moisés Caicedo       | 2 novembre 2001  | 51 | 3   | Chelsea                 |  |  |
|  | C | Alan Franco          | 21 agosto 1998   | 46 | 1   | Atlético Mineiro        |  |  |
|  | C | Gonzalo Plata        | 1º novembre 2000 | 41 | 8   | Flamengo                |  |  |
|  | C | Jeremy Sarmiento     | 16 giugno 2002   | 24 | 2   | Burnley                 |  |  |
|  | C | Kendry Páez          | 4 maggio 2007    | 17 | 2   | Independiente del Valle |  |  |
|  | C | Alan Minda           | 14 maggio 2003   | 12 | 2   | Cercle Bruges           |  |  |
|  | C | John Yeboah          | 23 giugno 2000   | 11 | 2   | Venezia                 |  |  |
|  | C | Pedro Vite           | 9 marzo 2002     | 4  | 1   | Vancouver Whitecaps     |  |  |
|  | C | John Mercado         | 3 giugno 2002    | 3  | 0   | AVS                     |  |  |
|  |   |                      |                  |    |     |                         |  |  |
|  | A | Enner Valencia       | 4 novembre 1989  | 95 | 44  | Internacional           |  |  |
|  | A | Kevin Rodríguez      | 4 marzo 2000     | 22 | 2   | Union Saint-Gilloise    |  |  |
|  | A | Keny Arroyo          | 12 febbraio 2006 | 2  | 0   | Independiente del Valle |  |  |

## Record individuali
Statistiche aggiornate al 10 giugno 2025.
In grassetto i giocatori ancora attivi in nazionale.

### Presenze
| Pos. | Giocatore               | Presenze | Reti | Periodo   |
| ---- | ----------------------- | -------- | ---- | --------- |
| 1    | Iván Hurtado            | 168      | 4    | 1992-2014 |
| 2    | Walter Ayoví            | 122      | 8    | 2001-2017 |
| 3    | Édison Méndez           | 112      | 18   | 2000-2014 |
| 4    | Álex Aguinaga           | 109      | 23   | 1987-2004 |
| 5    | Ulises de la Cruz       | 101      | 6    | 1995-2010 |
| 6    | Luis Capurro            | 100      | 1    | 1985-2003 |
| 7    | Luis Antonio Valencia   | 99       | 11   | 2005-2019 |
| 9    | Enner Valencia          | 98       | 46   | 2012-     |
| 8    | Giovanny Espinoza       | 90       | 3    | 2000-2009 |
| 10   | Segundo Castillo        | 88       | 0    | 2003-2016 |
| 10   | José Francisco Cevallos | 88       | 8    | 1994-2010 |

### Reti
| Pos. | Giocatore         | Reti | Presenze | Periodo   |
| ---- | ----------------- | ---- | -------- | --------- |
| 1    | Enner Valencia    | 46   | 98       | 2012-     |
| 2    | Agustin Delgado   | 31   | 71       | 1994-2006 |
| 3    | Eduardo Hurtado   | 26   | 74       | 1992-2002 |
| 4    | Christian Benítez | 25   | 71       | 2005-2013 |
| 5    | Álex Aguinaga     | 23   | 109      | 1987-2004 |
| 6    | Felipe Caicedo    | 22   | 68       | 2005-2017 |
| 7    | Édison Méndez     | 18   | 112      | 2000-2014 |
| 8    | Raúl Avilés       | 16   | 55       | 1987-1993 |
| 8    | Iván Kaviedes     | 16   | 57       | 1996-2012 |
| 10   | Ariel Graziani    | 15   | 34       | 1997-2000 |